# Institut Max-Planck de physique des microstructures
L’Institut Max-Planck de physique des microstructures (en allemand : Max-Planck-Institut für Mikrostrukturphysik) est un institut de recherche non universitaire de la Société Max-Planck pour le développement des sciences (MPG) situé à Halle-sur-Saale. L’institut mène principalement des recherches scientifiques fondamentales dans le domaine de la physique du solide et de la science des matériaux.

## Histoire
L’institut a été fondé en 1960 sous Heinz Bethge sous le nom d’Institut de physique de l’état solide et de microscopie électronique de l’Académie des sciences de la RDA (initialement « Arbeitsstelle für Elektronenmikroskopie Halle »). Sur la base d’une recommandation du Conseil allemand des sciences et des sciences humaines en 1991 de continuer à exploiter une partie du potentiel scientifique de l’institut, l’Institut Max Planck de physique des microstructures, sous la direction fondatrice de Hellmut Fischmeister (en), a commencé ses travaux le 1er janvier 1992 en tant que premier institut de la Société Max-Planck dans les nouveaux Länder et depuis lors, il appartient à la Section Chimique-Physique-Technique de la Société Max-Planck. De 1992 à 1996, Johannes Heydenreich a travaillé comme directeur de département à l’Institut Max Planck de physique des microstructures et a été le seul directeur de département de la Société Max-Planck à occuper un poste de direction en tant que scientifique dans l’ancienne RDA. En 1992, le département expérimental I a commencé à travailler et a été dirigé par Jürgen Kirschner jusqu’en 2015. Depuis 1993, le département expérimental II est dirigé par Ulrich Gösele. Après sa mort en 2009, le physicien de Potsdam, Peter Fratzl, a été nommé chef par intérim du département. Le directeur du département de théorie était Patrick Bruno (de) de 1998 à 2007, et Eberhard Groß de 2009 à 2019. Depuis 2014, Stuart Parkin est directeur du département expérimental Nanosystèmes d’ions, de spins et d’électrons (NISE). Le département de nanophotonique, d’intégration et de technologie neuronale (NINT) est dirigé par Joyce Poon depuis 2019. Depuis 2021, Xinliang Feng est directeur du département des matériaux synthétiques et des dispositifs fonctionnels (SMFD). Peter Grünberg et Sajeev John étaient ou sont des membres scientifiques externes de l’Institut.

## International Max Planck Research School (IMPRS)
Le MPI de physique des microstructures propose le programme de doctorat "International Max Planck Research School for Science and Technology of Nano-Systems" (IMPRS-STNS), en collaboration avec l'université de Halle-Wittenberg et le Fraunhofer Institute for Mechanics of Materials.